# Kawayan, Biliran
Kawayan là một đô thị cấp năm ở tỉnh Biliran, Philippines. Theo điều tra dân số năm 2000, đô thị này có dân số 17.507 người trong 3.688 hộ.

## Các đơn vị hành chính
Kawayan, về mặt hành chính, được chia thành 20 khu phố (barangay).
| - Baganito - Balacson - Bilwang - Bulalacao - Burabod - Inasuyan - Kansanok - Mada-o - Mapuyo - Masagaosao | - Masagongsong - Poblacion - Tabunan B - Tubig Guinoo - Tucdao - Ungale - Balite - Buyo - Villa Cornejo (Looc) - San Lorenzo |